# Nesticella xixia
Espèce
Nesticella xixia est une espèce d'araignées aranéomorphes de la famille des Nesticidae.

## Distribution
Cette espèce est endémique du Henan en Chine,. Elle se rencontre dans le xian de Xixia dans la grotte Yunhuabianfu.

## Description
Le mâle holotype mesure 2,84 mm et la femelle paratype 2,97 mm.

## Étymologie
Son nom d'espèce lui a été donné en référence au lieu de sa découverte, le xian de Xixia.

## Publication originale
- Lin, Ballarin & Li, 2016 : A survey of the spider family Nesticidae (Arachnida, Araneae) in Asia and Madagascar, with the description of forty-three new species. ZooKeys, no 627, p. 1-168.